# Stanislav Bačar
Stanislav Bačar, slovenski naravoslovec, veteran vojne za Slovenijo, * 29. junij 1938, Dolenje, † 5. maj 2012, Ajdovščina.
Znan je bil kot vsestranski zbiralec, predvsem kamnin in fosilov, pa tudi amaterski zgodovinar. Za svoje delo pri zbiranju in predstavljanju geološkega gradiva javnosti je leta 2005 prejel Valvasorjevo častno priznanje. Njegovo zbirko fosilov hrani Goriški muzej.
Leta 1992 je prejel častni znak svobode Republike Slovenije z naslednjo utemeljitvijo: »za izjemne zasluge pri obrambi svobode in uveljavljanju suverenosti Republike Slovenije«.